# Politika a anglický jazyk
Politika a anglický jazyk (1946) je esej George Orwella o anglické stylistice, kritizující klišé v mluvě anglických politiků. 
Orwell kritizoval špatné návyky, které se dále rozšiřovaly jejich napodobením. Argumentoval, že se spisovatelé musejí těchto návyků zbavit a více přemýšlet o tom, co říkají, protože myšlení je nezbytný krok k politickému zlepšení.